# 曹操攻徐州之战
徐州掃討戰是东汉末年军阀曹操对徐州牧陶谦的讨伐性入侵。
此战的起因是曹操父曹嵩在徐州被害。
尽管陶谦在此事上是否有罪存疑，曹操仍然认定他有责。于是其于193年和194年两次攻伐徐州。

## 背景
曹操之父曹嵩退休后住在家乡谯县，直至谯县成为董卓讨伐战的战场，曹嵩和曹家其余人迁居徐州琅邪。193年，曹操在兗州立足，请父亲来自己处。但曹家尚未团聚就在徐州和兗州的边境遭到谋杀。此事的记载有两种版本：一种是徐州牧陶谦因数败于曹操，派手下杀死曹嵩；一种是陶谦因害怕曹操，其实是派人去保护曹嵩的，但他的手下却贪图曹家的巨额财富将曹家人杀害。无论陶谦是否有责，曹操倾向于他要为父亲被害负责。
曹操出兵前，交代家人，如果自己不能回来，就投靠陈留太守张邈。

## 第一次进攻
193年夏或秋，曹操率若干军队攻徐州，轻易攻下十余城。曹操攻陷彭城后，杀守军可能达万余人。曹操从弟曹仁督骑，为军前锋。军司马于禁攻陷廣戚，拜陷陣都尉。李也从征。陶謙退守至郯城，不敢應戰。曹军受阻且补给短缺，曹操回师，于路攻陷取慮、睢陵和夏丘。根據《后汉书》與《资治通鉴》記載，徐州当地充满了躲避京畿暴乱的难民。曹操军杀了十万多男女百姓，泗水被尸体堵塞而不流。
《三国志》的記錄，戰事中的死傷者約万余人，所過多所殘戮。注解提到孫盛認為曹操不應殘殺陶謙部屬，行為已經太超過。
期间冀州牧袁绍也派朱灵督三营帮助曹操攻打徐州，有战功。战后，袁绍所派来的诸将都回去了，朱灵因认为曹操是明主而留下，朱灵的士兵因为敬仰朱灵，亦随他投靠曹操。

## 第二次进攻
194年春，曹操军杀回徐州，陶谦求援于邻近的青州刺史田楷。田楷派刘备率数千人来援。在援军帮助下，陶谦得以抵御曹军，他想在南面和曹操开战，表刘备为豫州刺史，并拨给刘备丹陽兵四千人。刘备和陶谦部将曹豹在郯城东面安营。
曹操军掃蕩琅邪、东海兩地，攻克五座城，西归途中遭遇并击败刘备率领的陶谦军。曹操还在此战后攻占了邻近的襄賁。
直到张邈背叛曹操并迎奋武将军吕布接管曹操的大本营兗州，曹操才中止对陶谦的征伐，还军攻吕布。徐州的局势得以缓和。

## 后果
刘备舍弃田楷，与陶谦结盟，曹操离去后刘备也留在徐州。同年，陶谦病逝，当地士绅捨其子陶商、陶应而选择刘备管领徐州。作为曹操征伐的结果，刘备得到了他的第一块地盘。曹操的盟友袁绍认可刘备的这次接任，加上吕布被曹操击败后也投靠了刘备导致徐州军力增强，曹操在经历了兗州之战后没有再征讨刘备治下的徐州。
曹操攻打徐州期间，下邳相笮融领男女数万人、马三千匹出逃广陵。

## 时下引用
曹操攻徐州之战在光荣系列游戏真·三国无双_二度进化和真·三国无双的七代與八代為可遊玩戰役。

## 资料
- 陈寿《三國志》280年代或290年代。裴松之《三国志注》，429年。香港：中华书局，1971年。5卷。
- 司马光.  (PDF). 由张磊夫翻译. Faculty of Asian Studies, Australian National University. 2004  [2023-09-09]. ISBN 978-0-7315-2537-9. （原始内容 (PDF)存档于2011-07-22）.
- 范晔等《後漢書》，445年。北京：中华书局，1965年。12卷。
- 司马光等《資治通鑒》，1084年。胡三省《资治通鉴注》，1286年。北京：中华书局，1956年。20卷。
- 武國卿; 慕中岳.  4. 北京: 金城出版社.